# Pseudohemiodon thorectes
Pseudohemiodon thorectes är en fiskart som beskrevs av Isbrücker, 1975. Pseudohemiodon thorectes ingår i släktet Pseudohemiodon och familjen Loricariidae. Inga underarter finns listade i Catalogue of Life.